# 20012 Ranke
20012 Ranke è un asteroide della fascia principale. Scoperto nel 1991, presenta un'orbita caratterizzata da un semiasse maggiore pari a 2,6201199 UA e da un'eccentricità di 0,1134101, inclinata di 2,60687° rispetto all'eclittica.